# Fudai (Iwate)
Fudai (jap. 普代村, -mura) ist eine Dorfgemeinde im Landkreis Shimohei im Nordosten der Präfektur Iwate in Japan.

## Geographie

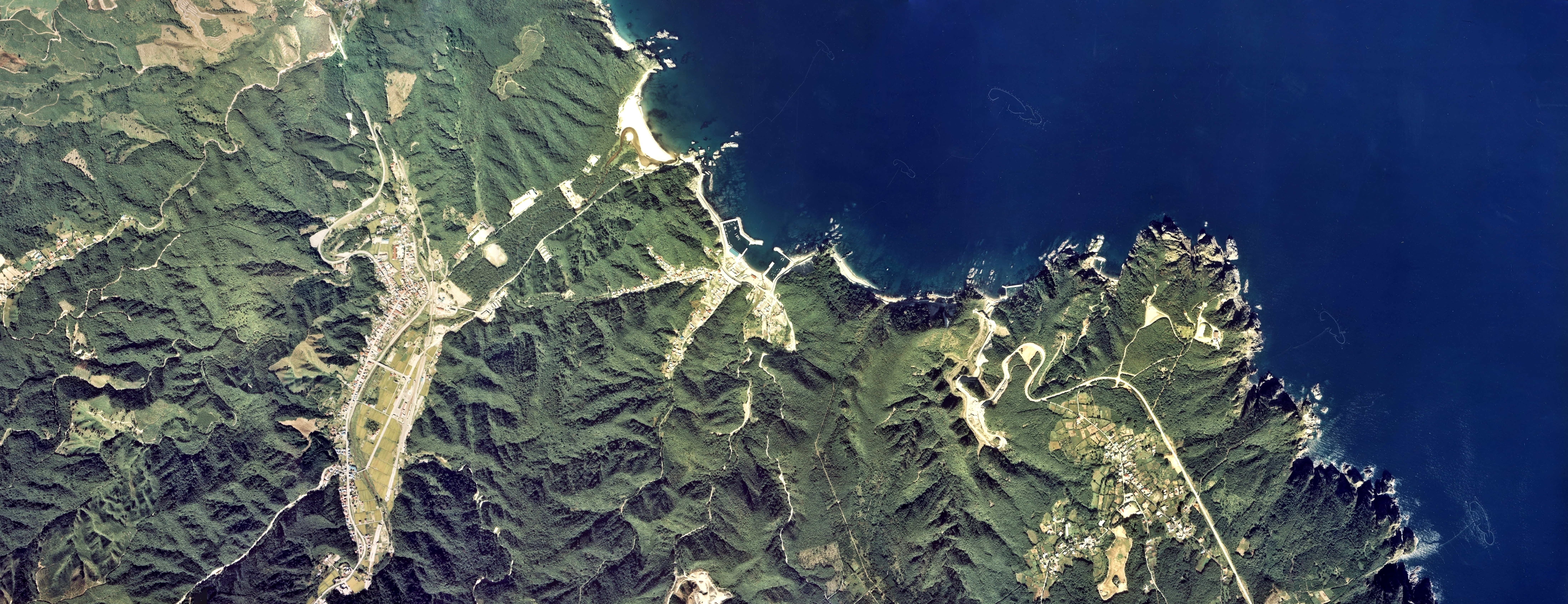
Luftaufnahme mit dem Dorfzentrum Fudais (linke Bildhälfte), dem durch den Ōtanabe-Deich von einem Wohngebiet getrennten Hafen (Bildmitte) und dem Küstengebiet (Foto: 1977)

Fudai liegt am Pazifischen Ozean an der von Steilklippen geprägten nördlichen Sanriku-Küste. Die mehr als 100 m hohen Kurozaki (黒崎, dt. „schwarze Klippen“) im Südosten sind Teil des Sanriku-Fukkō-Nationalparks. Es gibt nur vereinzelt Sandstrände und die Besiedlung konzentriert sich auf diverse Weiler in den wenigen kleinen Hochebenen oder Berg- und Flusstälern.
Das Dorfzentrum befindet sich in dem breiten Tal des Fudai-gawa (普代川), wo der 茂市川 in ihn fließt. Dieses wiederum befindet sich nicht direkt an der Mündung, sondern hinter einem Flutwehr, das sich etwa 300 m von der Mündung entfernt befindet  und ebenso wie der benachbarte Ortsteil hinter dem Hafen durch einen Deich geschützt ist. Die anderen Ortsteile befinden sich auf erhöhtem Gebiet. Mit rund 3000 Einwohnern ist es die kleinste Gemeinde der Präfektur.
An das Gemeindegebiet grenzt im Norden Noda, im Westen Iwaizumi und im Süden Tanohata.

## Geschichte
Die heutige Gemeinde Fudai entstand bei Neuorganisation des Gemeindewesens am 1. April 1889 als Teil des Landkreises Kitahei. Dieser wurde am 29. März 1896 mit Nakahei und Higashihei zum Landkreis Shimohei zusammengeschlossen.

## Erdbeben- und Tsunamikatastrophen
| Katastrophenereignis | Völlig zerstörte Häuser | Zahl Todesopfer | Quelle |
| --- | ----------------------- | --------------- | ------ |
| Meiji 1896 (Erdbeben und Tsunami) | 76                      | 302             | [ 4 ]  |
| Shōwa 1933 (Erdbeben und Tsunami) | 79                      | 137             | [ 4 ]  |
| Tōhoku 2011 (Erdbeben und Tsunami) | 0                       | 1               | [ 4 ]  |
| Anmerkung: Die Zahl der Todesopfer für die Tōhoku-Katastrophe 2011 errechnet sich aus den Gesamtzahlen der Toten und Vermissten des 153. FDMA-Schadensberichts vom 8. März 2016 abzüglich der Zahlenangaben katastrophenbedingter Todesfälle, die von der Wiederaufbaubehörde (Reconstruction Agency, RA) ermittelt wurden. |                         |                 |        |

### Tsunamis und Gegenmaßnahmen
Historische Tsunami-Erfahrungen
Fudai wurde durch den Meiji-Tsunami 1896 (mit einer Höhe von 15,2 Metern), durch den Shōwa-Tsunami 1933 (mit einer Höhe von 11,5 Metern) und durch den Chile-Erdbeben-Tsunami 1960 (mit einer Höhe von 11,5 Metern) schwer beschädigt. Das Dorf Fudai hatte sich entlang des Flusses Fudai (Fudaigawa) entwickelt. Die Tsunamis, an denen es 1896 und 1933 gelitten hatte, waren entlang dieses Flusses vorgedrungen. Zusammen verlor Fudai bei den Katastrophen 439 Einwohner.
Bau des Ōtanabe-Deichs
Auf Betreiben des Bürgermeisters Kōtoku Wamura (和村 幸得; 1908/1909–1997, reg. 1947–1987) wurde der 15,5 m hohe und 155 m breite Ōtanabe-Deich (太田名部防潮堤, Ōtanabe-bōchōtei) errichtet, der 1967 nach 58 Millionen Yen Baukosten fertiggestellt wurde und das Gebiet des Fischereihafens Ōtanabe zum Schutz des dahinterliegenden Wohngebietes im Bezirk Ōtanabe (太田名部) abtrennt.
Bau des Fudai-Wehrs
Da der Bürgermeister in den frühen 1980er Jahren davon überzeugt war, dass das Dorf früher oder später einem 15 Meter hohen Tsunami ausgesetzt sein werde, ließ er etwa 300 m landeinwärts von der Mündung des Fudaigawa, der durch das Dorf verlief, zudem das 15,5 m hohe und 205 m breite Fudai-Wehr (普代水門, Fudai-suimon, im Englischen auch als tsunami gate bezeichnet) bauen. Es wurde 1984 nach 3,5 Milliarden Yen Baukosten  fertiggestellt und sollte die Flussmündung im Falle eines Tsunamis abriegeln. Die Topografie des Dorfes Fudai, das von Felswänden mit einer schmalen Öffnung zum Meer hin umgeben ist, war ein wesentlicher Umstand, der die Konstruktion eines so hohen Wehres erst ermöglichte.
Diese beiden Bauprojekte zogen große Kritik mit sich in Anbetracht der weit geringeren Höhe anderer Wehre in der Präfektur und der Kosten im Vergleich zur Bevölkerungszahl.
Bewährung der Küstenschutzbauwerke beim Tōhoku-Tsunami 2011
Fudai ist wegen dieser Küstenschutzbauten als Ort einer erfolgreichen Tsunami-Gegenmaßnahmenstrategie bekannt, die das Dorf 2011 vor dem Tsunami geschützt hat.
Der am 11. März 2011 von Tōhoku-Erdbeben ausgelöste Tsunami überragte zwar das Wehr um zwei Meter, doch sorgte die Höhe von Wehr und Deich dafür, dass es in Fudai im Gegensatz zu anderen Gemeinden weder zu Todesfällen, noch zu Zerstörungen oder Beschädigungen von Wohngebäuden kam. Lediglich eine Person blieb vermisst, und Schäden an 16 öffentlichen und 158 anderen Nichtwohngebäuden wurden verzeichnet.
Der 17 m (nach anderen Angaben: 20 m) hohe Tsunami überflutete das Fudai-Wehr, konnte jedoch lediglich wenige hundert Meter hinter das Wehr vordringen. Der größte Teil des Dorfes mit dem Siedlungszentrum, einschließlich der Evakuationsgebäude (verschiedene Schulen), blieb geschützt. Ohne das Tsunamiwehr hätte der Tsunami von 2011 das Zentrum des Dorfes beschädigt.
Im Gebiet des Fischereihafens Ōtanabe wurden Inundationshöhen von 8,4 m und 8,9 m gemessen und zwei Auflaufhöhen am Küstendeich mit 10,6 m und 12,4 m ermittelt. Während das außerhalb des Ōtanabe-Deichs gelegene Gebiet des Fischereihafens schwere Schäden nahm, konnte das dahinterliegende Wohngebiet im Bezirk Ōtanabe durch das rechtzeitig vor der Tsunamiankunft erfolgte Schließen des Drehflügelfluttors vor der zerstörerischen Kraft des Tsunamis vollständig geschützt werden und wies nur unbedeutende Schäden auf.

## Verkehr
Wichtige Fernstraßen nach Fudai sind die Nationalstraße 45 nach Sendai oder Aomori, wobei der Streckenabschnitt zwischen Fudai und Iwaizumi als Sanriku-Kita-Durchquerungsstraße (三陸北縦貫道路, Sanriku-Kita jūkan dōro) bezeichnet wird. Daneben gibt es noch die Präfekturstraßen 44 und 202 auf dem Gemeindegebiet.
An das Schienennetz ist Fudai über die Kita-Rias-Linie (Nord-Rias-Linie) der Eisenbahngesellschaft Sanriku Tetsudō angebunden. Diese führt zu den Hauptbahnhöfen von Miyako oder Kuji. Die Haltestellen in Fudai sind Fudai (普代駅, -eki), Shiraikaigan (白井海岸駅, -eki) und Horinai (堀内駅, -eki).

## Bildung

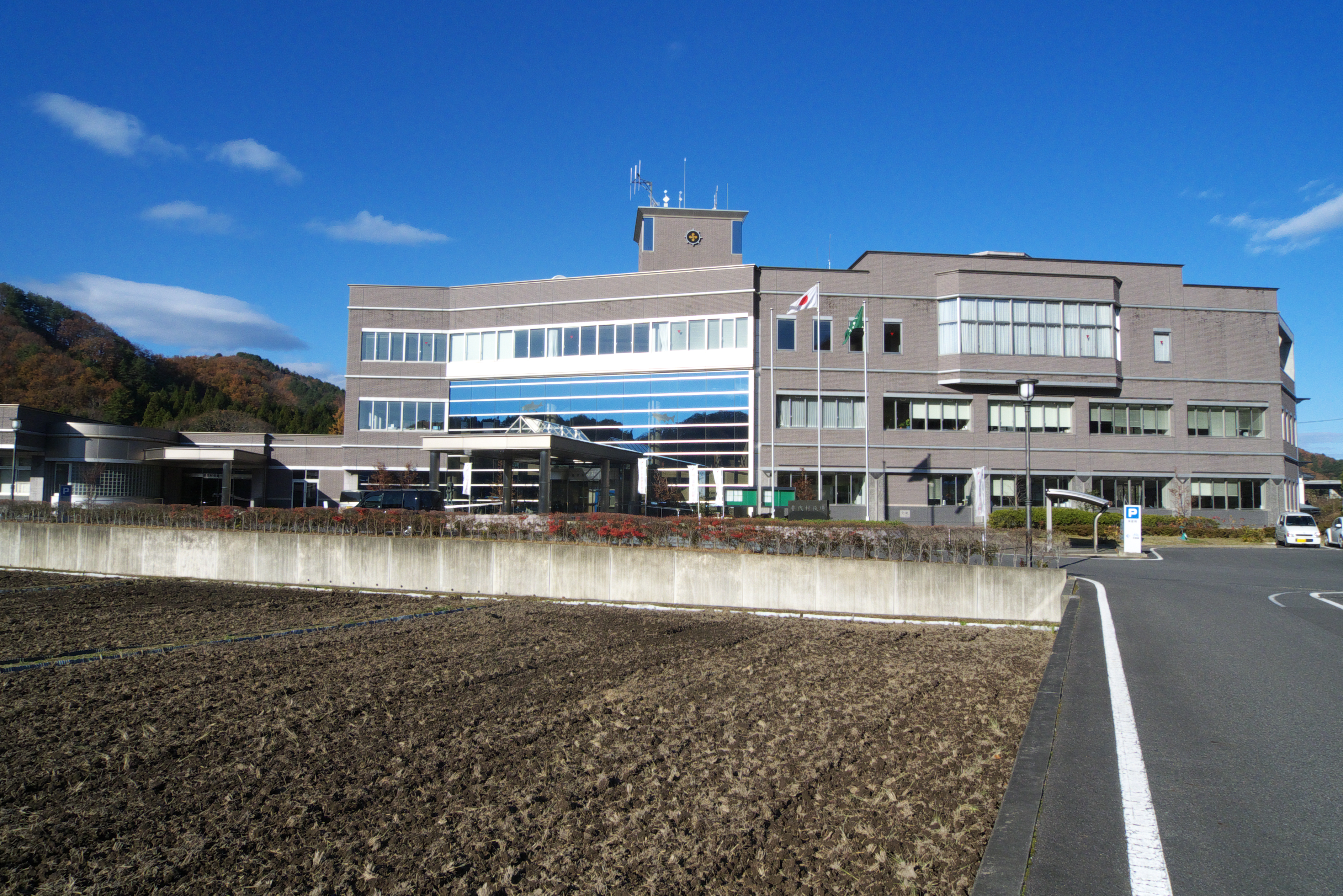
Rathaus

In Fudai befindet sich eine Grundschule und eine Mittelschule, beide am Rand des Ortszentrums in unmittelbarer Nähe zum Wehr.

## Städtepartnerschaften
Im Oktober 1985 schloss Fudai eine „40°-Nord-Gemeindefreundschaft“ (北緯40度友好町村, hokui 40-do yūkō chōson) mit Kotooka, da beide Gemeinden auf demselben Breitengrad lagen. Mit der Eingemeindung von Kotooka nach Mitane am 20. März 2006 löste sich diese Beziehung auf.